# Jingle Bell Rock
Jingle Bell Rock – bożonarodzeniowa piosenka amerykańskiego wokalisty Bobby’iego Helmsa nagrana w 29 października 1957 roku. Utwór napisany przez Joe Beala i Jima Boothe. Piosenka została wydana na całym świecie 24 listopada 2014 roku za pośrednictwem iTunes Store i znalazła się na japońskiej ekskluzywnej reedycji EP-ki Christmas Kisses.
Brenda Lee nagrała swoją wersją piosenki świątecznej „Jingle Bell Rock” w 1964 roku oraz duet Chubby Checker i Bobby Rydell w 1961 roku.
Utwór Bobby’iego Helmsa został wykorzystany w filmie „Kevin sam w Nowym Jorku”.

## Teledysk
Świąteczna piosenka „Jingle Bell Rock” była wykonywana przez wielu artystów, ale najbardziej znana jest pierwsza wersja Helmsa z 1957 roku, wyprodukowana przez Paula Cohena a zaaranżowana przez Cliffa Parmana. Tytuł piosenki i niektóre z jej tekstów są rozszerzeniem starego świątecznego standardu „Jingle Bells”. Zawiera krótkie odniesienia do innych popularnych piosenek z lat pięćdziesiątych, takich jak „Rock Around the Clock” czy „Jingle hop”. Na gitarze elektrycznej gra Hank Garland, grając pierwsze nuty refrenu „Jingle Bells”. Wraz z Helmsem dośpiewuje Anita Kerr.
Oryginalna wersja Helmsa była nagrywana w przedsiębiorstwie fonograficznym Decca 9-30513 w październiku 1957 roku, została ponownie nagrana przez niego na Kapp K-719 w 1965 i ponownie w 1967 na Little Darlin’ LD-0038. W 1970 roku Helms nagrał cały album zatytułowany Jingle Bell Rock na Certron C-7013, wydając utwór tytułowy na Certron C-10021, z okładką ze zdjęciem. Ponownie nagrał piosenkę dla Gusto Records, która została następnie wydana przez ich wytwórnię „Power Pak”. W kolejnym ponownym nagraniu Helms wydał wersję na Ashley AS-4200. W 1983 roku Helms wydał swoje ostatnie nagranie „Jingle Bell Rock” na płycie gramofonicznej Black Rose 82713.
Oryginalna wersja Helmsa znalazła się na 13. miejscu listy przebojów Billboard’s Most Played C&W by Jockeys. Trafiła również piosenka na liście przebojów Billboard Best Sellers in Stores, osiągając 6. miejsce. Natomiast 11. miejsce na liście Top 60 magazynu Cashbox w tygodniu kończącym się 11 stycznia 1958 roku.

## Wykonawcy
Piosenka została nagrana przez wielu artystów, wykonywali ją m.in.:
- Chubby Checker i Bobby Rydell (1961)
- Brenda Lee (1964)
- Lynn Anderson (1971)
- Neil Diamond (1992)
- Michael Bolton (2007)
- Glee Cast (2012)
- Hot Chelle Rae (2012)
- Michael Bublé i Carly Rae Jepsen (2015)
- Debbie Gibson (2022)

## Pozycje na listach przebojów
| Lista (2001–2022)                        | Pozycja |
| ---------------------------------------- | ------- |
| Australia: ARIA Charts                   | 13      |
| Austria: Ö3 Austria Top 40               | 6       |
| Dania: Tracklisten                       | 8       |
| Holandia: Single Top 100                 | 13      |
| Irlandia: Top 100 Singles                | 9       |
| Kanada: Billboard Canadian Hot 100       | 5       |
| Litwa: Agata                             | 6       |
| Łotwa: LAIPA                             | 3       |
| Niemcy: Deutsche Musikcharts             | 10      |
| Stany Zjednoczone: Billboard             | 3       |
| Szwajcaria: Schweizer Hitparade          | 6       |
| Szwecja: Sverigetopplistan               | 8       |
| Węgry: Mahasz                            | 5       |
| Wielka Brytania: Official Charts Company | 16      |
| Włochy: FIMI                             | 3       |